# Amina Moudden
Amina Moudden (* 3. Januar 1984) ist eine marokkanische Diskuswerferin.
2001 und 2003 wurde sie Afrikanische Juniorenmeisterin. 2004 gewann sie Silber bei den Panarabischen Spielen mit ihrer persönlichen Bestweite von 52,64 m.
2014 holte sie Bronze bei den Leichtathletik-Afrikameisterschaften in Marrakesch und wurde Achte beim Leichtathletik-Continentalcup in Marrakesch.